# Fulbrook
Fulbrook is een civil parish in het bestuurlijke gebied West Oxfordshire, in het Engelse graafschap Oxfordshire met 437 inwoners.